# 高岡銅器

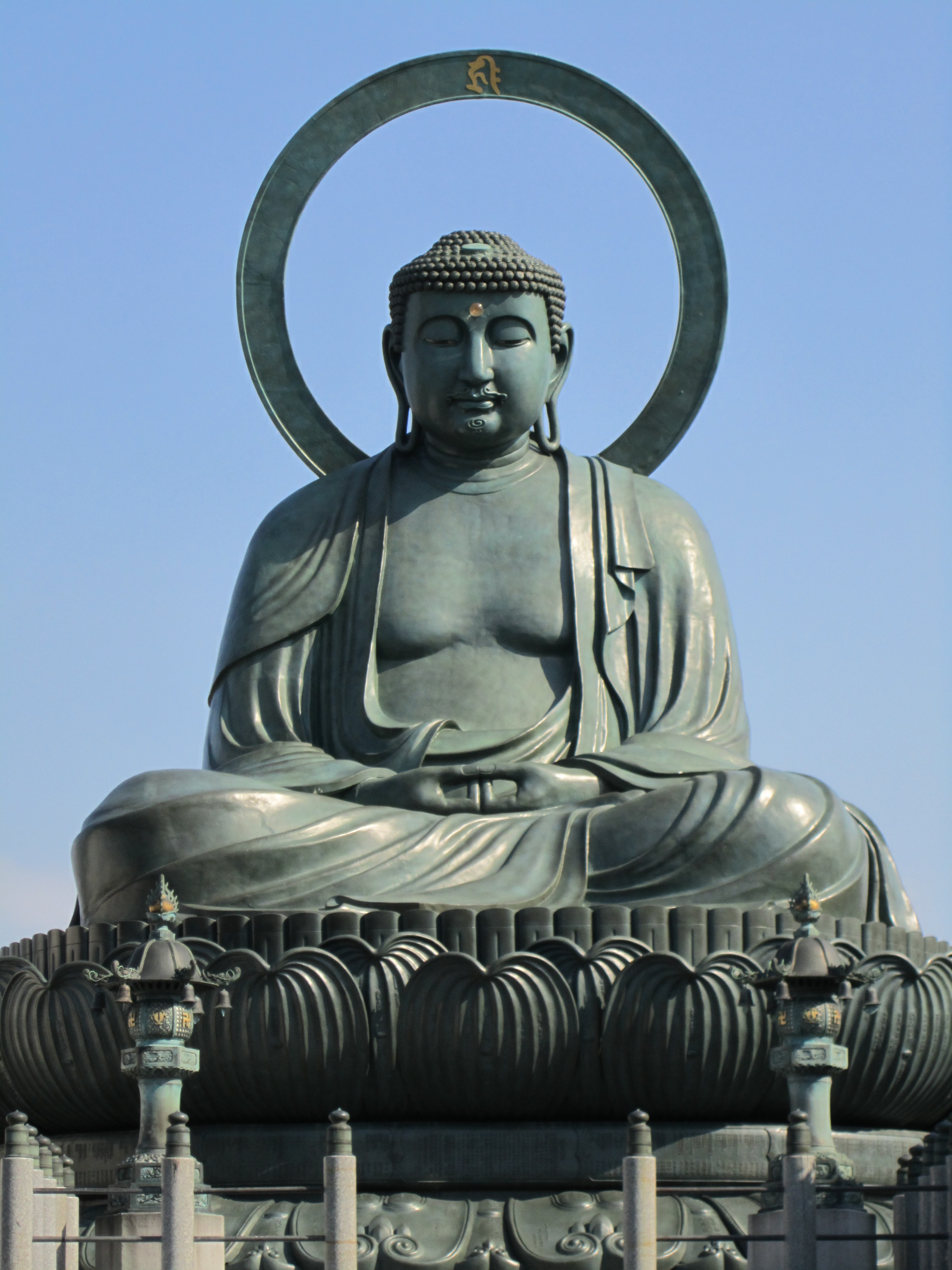
高岡銅器の技術を象徴する高岡大仏

高岡銅器（たかおかどうき）は、富山県高岡市で製造される銅器の総称。1975年（昭和50年）2月17日には経済産業大臣指定伝統的工芸品に指定された。

## 概要
高岡は現代日本における美術銅器の一大産地であり、梵鐘、銅像などの大型製品から、室内置物、神仏具など細かなものまで、多彩な技術は全国的にも有名である。高岡市内（特に中心市街地、高岡古城公園、金屋町など）の各地で、高岡銅器の銅像などの作品を見ることができる。

## 生産工程
高岡銅器は、原型師が像の元となる雛型の造型を行い、それを砂でできた鋳型に置き換え、その鋳型に溶解した銅を流し込み、型を外して研磨・着色・彫金（彫刻・象眼）といった加工を施した後、仕上げを行って製品が完成する。一連の工程は、明治時代以降分業が進んだ。分業の背景には問屋の存在があり、問屋は原料の調達・加工委託・販売・マーケティング・デザイン決定まで幅広く担っていた。しかし、問屋は1951年（昭和26年）のアメリカへの輸出を始める業者の出現後から弱体化し始め、バブル崩壊以降、収入減により新商品開発が滞り、更に売れなくなるという負の連鎖に陥った。問屋とメーカーの垣根は今後も低くなっていくことが考えられる。
原料となる銅と亜鉛の合金である真鍮は、地元地金商が阪神の問屋から仕入れている。

## 歴史

### 近世
高岡銅器の起源は1609年（慶長14年）、加賀藩主の前田利長が高岡城へ入城し、高岡の町を開いた際、町の繁栄を図るために、1611年（慶長16年）に礪波郡西部金屋村（現・高岡市戸出西部金屋）から、金森弥右衛門ほか7人の鋳造師を現在の高岡市金屋町に呼び寄せたことに始まる。金屋町は千保川を挟んで高岡城下町と向かい合っているが、これは鋳物産業が火災の危険があったためである。
鋳物師らは御綸旨を代々相伝する、諸役を免除される、関所の通過を自由とするなどといった特権を得ていた。金屋町に移った当初、鋳物師らは日用の鍋・釜といった鉄器を作っていたが、後に地域の需要に応える形で銅器生産、多彩な金物生産に移行していった。銅器の生産が始まったのは天保・弘化の頃とされる。

### 近代
明治時代になると廃刀令により職を失った刀職人（御細工人）が銅器産業に参入、日用品から美術工芸品へと変化した。第二次世界大戦中には地金の銅が不足し、代わりにアルミニウムで軍用飛行機部品の生産に転じた。これが富山県における戦後のアルミニウム工業の発展の契機となった。

### 戦後
1951年（昭和26年）にはアメリカへの輸出用の銅器を生産する業者が現れ、企業間格差が大きくなった。1976年（昭和51年）になると高岡鋳物師発祥の地・戸出に高岡銅器団地の建設が始まり、老子製作所などの銅器メーカーが金屋町から銅器団地に移転した。銅器団地協同組合には現在49社が加盟しており、うち鋳物製造業を営む企業は30社に上る。
金屋の鋳造師は室町時代からの歴史があり、高岡銅器の起源も同時代にまで遡ると考えることもできる。

## 現況
銅器販売額はバブル経済の最中の1990年（平成2年）に374.5億円を記録して以降、減少を続け、2003年（平成15年）にはピーク時の半分以下に落ち込んでいる。職人の高齢化が進み、60代以上の占める割合は28%に達している。しかし、現場の職人からは「先行きが見えない状況では、後を継いでくれと言うこともできない」という声が上がっている。
高岡市としては、「伝統工芸産業技術者養成スクール事業」を実行したり、徒弟制度に補助金を交付したり、一般市民向けの体験実習を開くなどの取り組みを展開しているほか、ものづくり体験と名所やグルメをめぐる観光ツアーを企画できないかと考えている。また、産官が連携して「ハイヒルプロジェクト」を立ち上げ、新ブランドHiHillとして見本市に出品するなどして新規市場の開拓を進めている。プロジェクトは2004年（平成16年）にグッドデザイン賞特別賞を受賞した。

### キャラクター銅像
首都圏をはじめとする日本全国の自治体や商店街が、まちおこしの一環として人気漫画キャラクターの銅像を設置するようになり、高岡市内の銅器メーカーがその制作を多く手掛けている。
2010年（平成22年）3月には、東京都葛飾区の亀有駅駅周辺に漫画『こちら葛飾区亀有公園前派出所』（通称こち亀）のキャラクター両津勘吉など11体、2012年（平成24年）3月には、東京都世田谷区の桜新町商店街のまちおこしとして東急田園都市線の桜新町駅を中心に漫画『サザエさん』一家のキャラクターサザエさんなど12体、2013年（平成25年）3月には、東京都葛飾区の四つ木つばさ公園に『キャプテン翼』の主人公・大空翼の銅像が設置された。
これらの人気漫画キャラクターの銅像を手掛けることで高岡銅器が全国で知られるようになり受注増へと繋がっている。高岡市内でも同市出身の藤子・F・不二雄にちなんで高岡銅器で制作された『ドラえもん』をはじめとする作品群のキャラクター銅像やモニュメント、郵便ポストが設置されている。

## 高岡地域地場産業センター
富山県高岡市御旅屋町の御旅屋セリオ内に所在する。高岡地域の産業を紹介したり、製品の販売を行っている。1983年（昭和58年）設立。